# Sillon intrapariétal
Le sillon intrapariétal est un sillon de la face latérale supérieure du lobe pariétal du cortex. Il commence au niveau du sillon postcentral, avec lequel il s'anastomose, et se dirige vers l'arrière jusque dans le lobe occipital où il prend le nom de sillon intra-occipital.
Le sillon intrapariétal délimite la frontière entre les lobules pariétaux supérieur et inférieur.
Au cours de son parcours, le sillon intrapariétal peut présenter des ramifications relativement constantes :
- un rameau descendant, appelé sillon intermédiaire de Jensen, subdivisant le lobule pariétal inférieur en deux parties : le gyrus supramarginal, en avant, et le gyrus angulaire, en arrière ;
- un rameau ascendant qui se termine en avant de la scissure pariéto-occipitale.

|                        |               |
| Vue dorsale du cortex. | Vue latérale. |